# Tahuna Park
El Tahuna Park és un estadi de futbol i rugbi de Dunedin, Nova Zelanda. Durant els mesos d'estiu és usat per esdeveniments futbolístics i durant els mesos d'hivern es fa servir per esdeveniments relacionats amb el rugbi.

## Facilitats
L'estadi Tahuna Park compta amb dos camps esportius. Aquests camps esportius són multiusos, ja que són usats per esdeveniments esportius relacionats amb el rugbi durant els mesos d'hivern i són usats per esdeveniments futbolístics durant els mesos d'estiu.

## Futbol
L'estadi ha estat usat per l'Otago United des dels inicis del Campionat de Futbol de Nova Zelanda.
El seu ús, però, és rar avui en dia perquè juga majoritàriament en altres estadis com ara el Forsyth Barr Stadium o el Caledonian Ground. Tan sols fou utilitzat un cop l'estadi en la temporada 2011-12 del Campionat de Futbol de Nova Zelanda, en un partit en què guanyà l'Otago United per un 2 – 0 contra el Hawke's Bay United.